# Kamil Bury
Kamil Bury (* 23. Juli 1995 in Cieszyn) ist ein polnischer Skilangläufer.

## Werdegang
Bury startete im Dezember 2012 in Horní Mísečky erstmals im Slavic Cup und belegte dabei den 78. Platz über 10 km klassisch und den 62. Platz über 15 km Freistil. Bei den Nordischen Junioren-Skiweltmeisterschaften 2015 in Almaty kam er auf den 55. Platz im Sprint, auf den 41. Rang über 10 km Freistil und auf den 34. Platz im Skiathlon. Im folgenden Jahr errang er bei den U23-Weltmeisterschaften in Râșnov den 64. Platz über 15 km klassisch, den 45. Rang über 15 km Freistil und den 40. Platz im Sprint. Bei den U23-Weltmeisterschaften 2017 in Soldier Hollow belegte er den 34. Platz im Skiathlon, den 31. Platz über 15 km Freistil und den 11. Platz im Sprint. Im Februar 2017 absolvierte er in Otepää sein erstes Weltcuprennen, welches er auf dem 69. Platz im Sprint beendete. In der Saison 2017/18 erreichte er im Slavic Cup mit zwei Siegen den fünften Gesamtrang. Bei den U23-Weltmeisterschaften 2018 in Goms kam er auf den 58. Platz über 15 km klassisch und auf den 14. Platz im Sprint. Im Februar 2018 lief er bei den Olympischen Winterspielen in Pyeongchang auf den 78. Platz über 15 km Freistil und auf den 30. Rang im Sprint und wurde im folgenden Monat erstmals polnischer Meister im Sprint. Bei den Nordischen Skiweltmeisterschaften 2019 in Seefeld in Tirol lief er auf den 69. Platz über 15 km klassisch, auf den 66. Rang im Skiathlon und auf den 62. Platz im Sprint. 
Nach Platz 65 beim Ruka Triple zu Beginn der Saison 2019/20, holte Bury bei der Tour de Ski 2019/20, die er auf dem 42. Platz beendete, mit dem 27. Platz im Sprint im Val di Fiemme seine ersten Weltcuppunkte. Es folgte beim Slavic Cup in Štrbské Pleso Platz drei über 15 km klassisch und Rang eins im Sprint und zum Saisonende den achten Platz in der Gesamtwertung des Slavic Cups. Bei den polnischen Meisterschaften 2020 in Zakopane siegte er im Sprint und mit der Staffel. In der Saison 2020/21 wurde er zusammen mit seinem Bruder Dominik Bury polnischer Meister im Teamsprint und belegte bei den Nordischen Skiweltmeisterschaften 2021 in Oberstdorf den 46. Platz im Sprint und den 14. Rang mit der Staffel.
In der Saison 2021/22 errang Bury mit je einen ersten und zweiten Platz bei Rennen beim Slavic-Cup, die zugleich zur polnischen Meisterschaften gehörten, den siebten Platz in der Gesamtwertung des Slavic-Cups. Zudem wurde er polnischer Meister mit der Staffel des KS AZS-AWF Katowice. Beim Saisonhöhepunkt, den Olympischen Winterspielen 2022 in Peking, belegte er den 58. Platz im Sprint und zusammen mit Maciej Staręga den 15. Rang im Teamsprint.

## Siege bei Continental-Cup-Rennen
| Nr. | Datum             | Ort           | Disziplin                    | Serie      |
| --- | ----------------- | ------------- | ---------------------------- | ---------- |
| 1.  | 29. Dezember 2017 | Štrbské Pleso | Sprint Freistil              | Slavic Cup |
| 2.  | 17. März 2018     | Kremnica      | Sprint klassisch             | Slavic Cup |
| 3.  | 1. Februar 2019   | Zakopane      | Sprint Freistil              | Slavic Cup |
| 4.  | 27. März 2022     | Zakopane      | 12,5 km Freistil Massenstart | Slavic Cup |
| 5.  | 14. Dezember 2024 | Štrbské Pleso | Sprint klassisch             | Slavic-Cup |

## Teilnahmen an Weltmeisterschaften und Olympischen Winterspielen

### Olympische Spiele
- 2018 Pyeongchang: 29. Platz Sprint klassisch, 74. Platz 15 km Freistil
- 2022 Peking: 15. Platz Teamsprint klassisch, 58. Platz Sprint Freistil

### Nordische Skiweltmeisterschaften
- 2019 Seefeld in Tirol: 60. Platz Sprint Freistil, 69. Platz 15 km klassisch
- 2021 Oberstdorf: 14. Platz Staffel, 46. Platz Sprint klassisch
- 2023 Planica: 15. Platz Sprint klassisch, 53. Platz 15 km Freistil
- 2025 Trondheim: 15. Platz Sprint klassisch, 17. Platz Staffel, 53. Platz Sprint Freistil